# ОШ „Војвода Радомир Путник” Београд
ОШ „Војвода Путник” је школа која се налази се у Београду, градској општини Савски венац. настала 1961. године, а добила име по војводи Радомиру Путнику.

## Историја
Школа се у почетку звала „22. децембар” у знак поштовања војсци која ју је градила. Године 1993. добила је име „Војвода Радомир Путник”.

## О школи
Школа је основана 1961. године Школа располаже са 8 класичних учионица, 12 кабинета, као и са фискултурном салом и и отвореним теренима за потребе физичког васпитања. Настава се одвија у 2 смјене. У школи је организована цјелодневна настава односно продужени боравак за ученикепрвог и другиг разреда. Наставу похађа 500 ученика. Страни језици који се уче су француски и енглески.